# Anja Šimpraga
Anja Šimpraga (serbe en écriture cyrillique : Ања Шимпрага), née le 23 juillet 1987, est une femme politique croate, vice-Première ministre de Croatie et ministre sans portefeuille chargée des affaires sociales et des droits de l'homme et des minorités de 2022 à 2024.
Auparavant, elle a été membre du Parlement croate de 2020 à 2022. D'origine serbe, Šimpraga est membre du Parti démocratique indépendant serbe (SDSS).

## Biographie
Šimpraga est née le 23 juillet 1987 à Knin, en SR Croatie, SFR Yougoslavie. Pendant la guerre d'indépendance croate, Knin est contrôlée par la République serbe de Krajina jusqu'à l'opération Tempête en 1995, lorsque l'armée croate reprend le contrôle de Knin et du reste de Krajina. À la suite de l'opération, Šimpraga devient une réfugiée et fuit Knin vers la Serbie avec sa famille. Elle retourne ensuite en Croatie et devient membre du Parti démocratique indépendant serbe (SDSS) à l'âge de 18 ans.
Elle est diplômée de la Faculté d'agriculture de l'Université de Zagreb et obtient ensuite un diplôme en technologie alimentaire de l'Université polytechnique Marko Marulić de Knin.
De 2016 à 2020, Šimpraga est sous-préfète du comitat de Šibenik-Knin. Elle prête serment en tant que membre du Parlement croate à la suite de la nomination du député SDSS Boris Milošević (en) au poste de ministre du gouvernement. Le 31 juillet 2020, cinq jours avant le 25e anniversaire de la libération de Knin et du Jour de la Victoire, Šimpraga parle devant le Parlement de son expérience d'enfant de huit ans dans la colonne des réfugiés de l'opération Tempête. En raison du manque de discours en Croatie sur les victimes civiles serbes de l'opération Tempête, le discours de Šimpraga est largement qualifié d'« important », de « puissant » et d'« historique »,,. Le 29 avril 2022, Šimpraga est nommée vice-première ministre de Croatie et ministre sans portefeuille chargée des affaires sociales et des droits de l'homme et des minorités, succédant à Milošević qui redevient député,.

## Vie privée
Šimpraga est mariée et vit à Radučić (en).